# Philippus Jacobus Brepols
Philippus Jacobus Brepols (Leuven, 27 oktober 1778 – Turnhout, 2 januari 1845) was een Belgisch drukker en uitgever, samen met Pieter Corbeels de grondlegger van de drukkerij Brepols in Turnhout.

## Van drukkersgast tot drukker
Philippus Jacobus Brepols begon zijn loopbaan als drukkersgast bij de Leuvense drukker Pieter Corbeels. Toen Corbeels rond 1795 zijn activiteiten naar Turnhout verhuisde, volgde Brepols hem. Corbeels werd in 1799 vermoord om zijn verzet tegen de Franse bezetter. Zijn weduwe hield de drukkerij een tijdje draaiende, maar vanaf 1800 nam Brepols de dagelijkse leiding op zich.

## Als drukker in Turnhout
Brepols zou tijdens de volgende decennia de drukkerij verder uitbreiden. Het bedrijf werd uitgebreid met een boekwinkel en papierhandel, en later ook met een boekbinderij. Vanaf 1826 drukte Brepols zelf speelkaarten, een activiteit die tot op vandaag (sinds 1970 onder de naam Cartamundi) wordt voortgezet. Een grote innovatie was de invoering van de steendruk vanaf 1829.
In 1835 veranderde Brepols de naam van de drukkerij in Brepols & Dierckx zoon, waarmee hij de samenwerking met zijn schoonzoon Jan Jozef Dierckx in de verf zette. Philippus Jacobus overleed op 3 januari 1845; de drukkerij zou verdergezet worden door zijn enige dochter Antoinette.
Tot het geproduceerde drukwerk behoren vele centsprenten, oorspronkelijk in zwart-wit, die later op simpele wijze met dekkende waterverf en een beperkt aantal tinten werden ingekleurd.

## Galerij

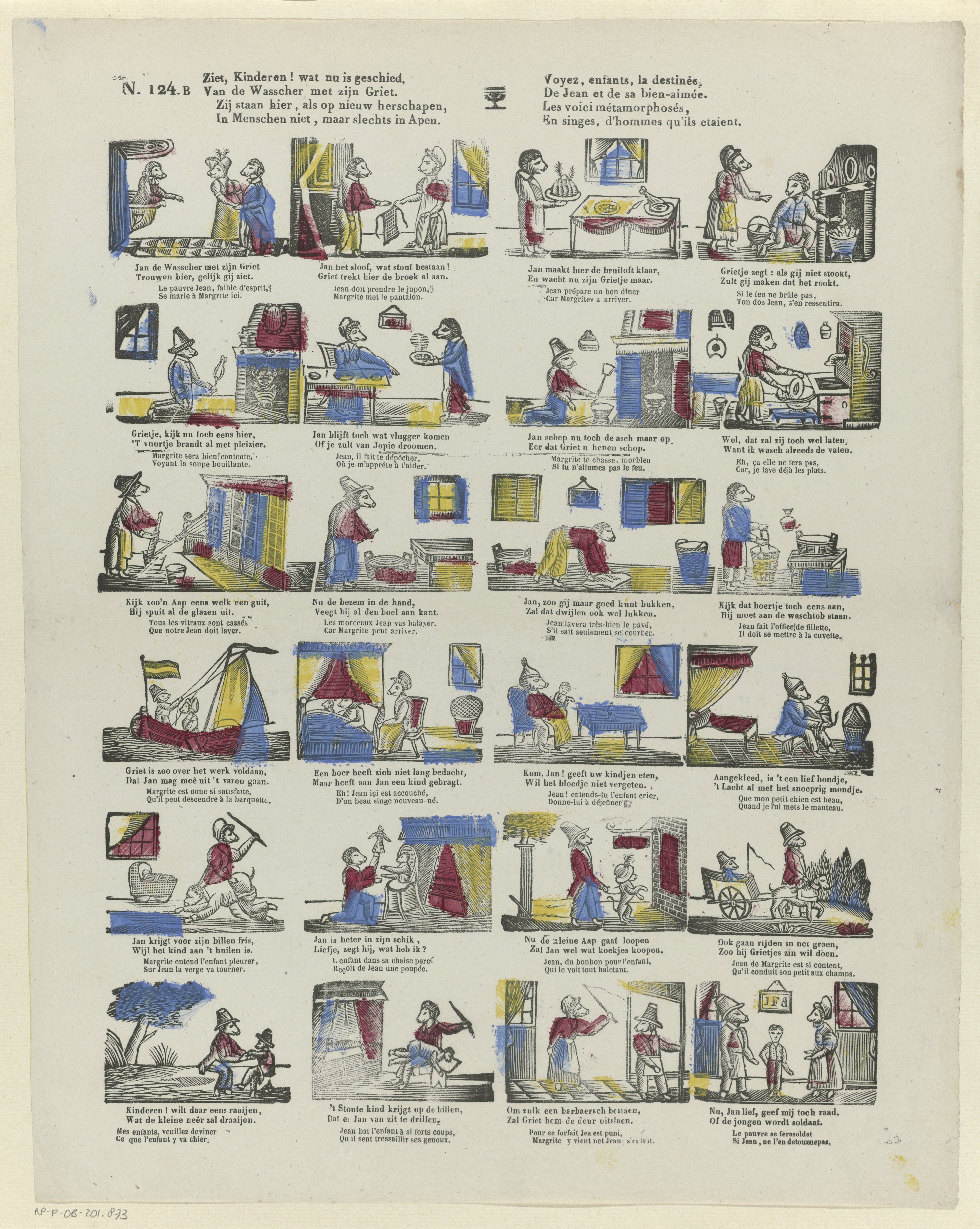
Kinderversjes
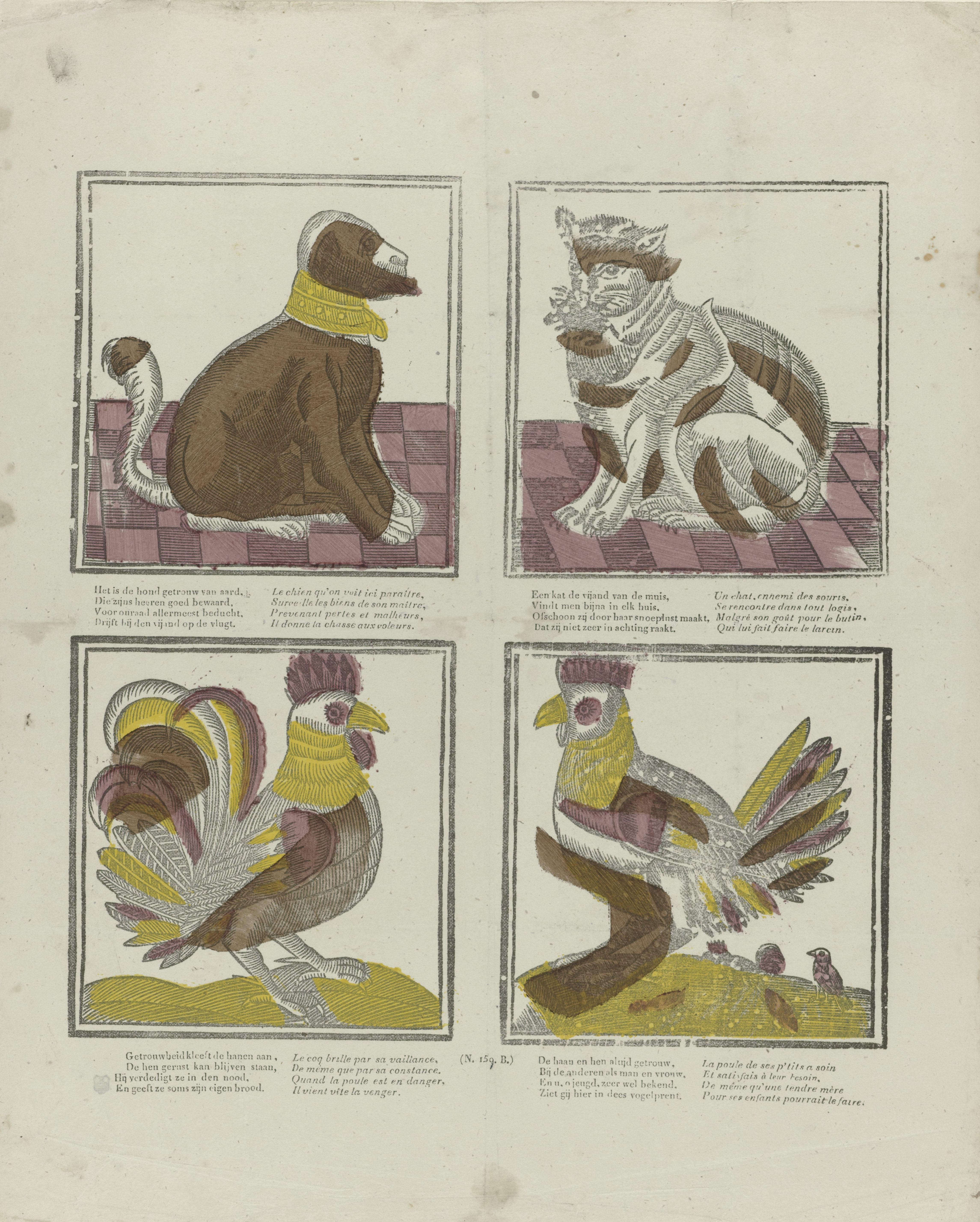
Dieren met Nederlandse en Franse tekst
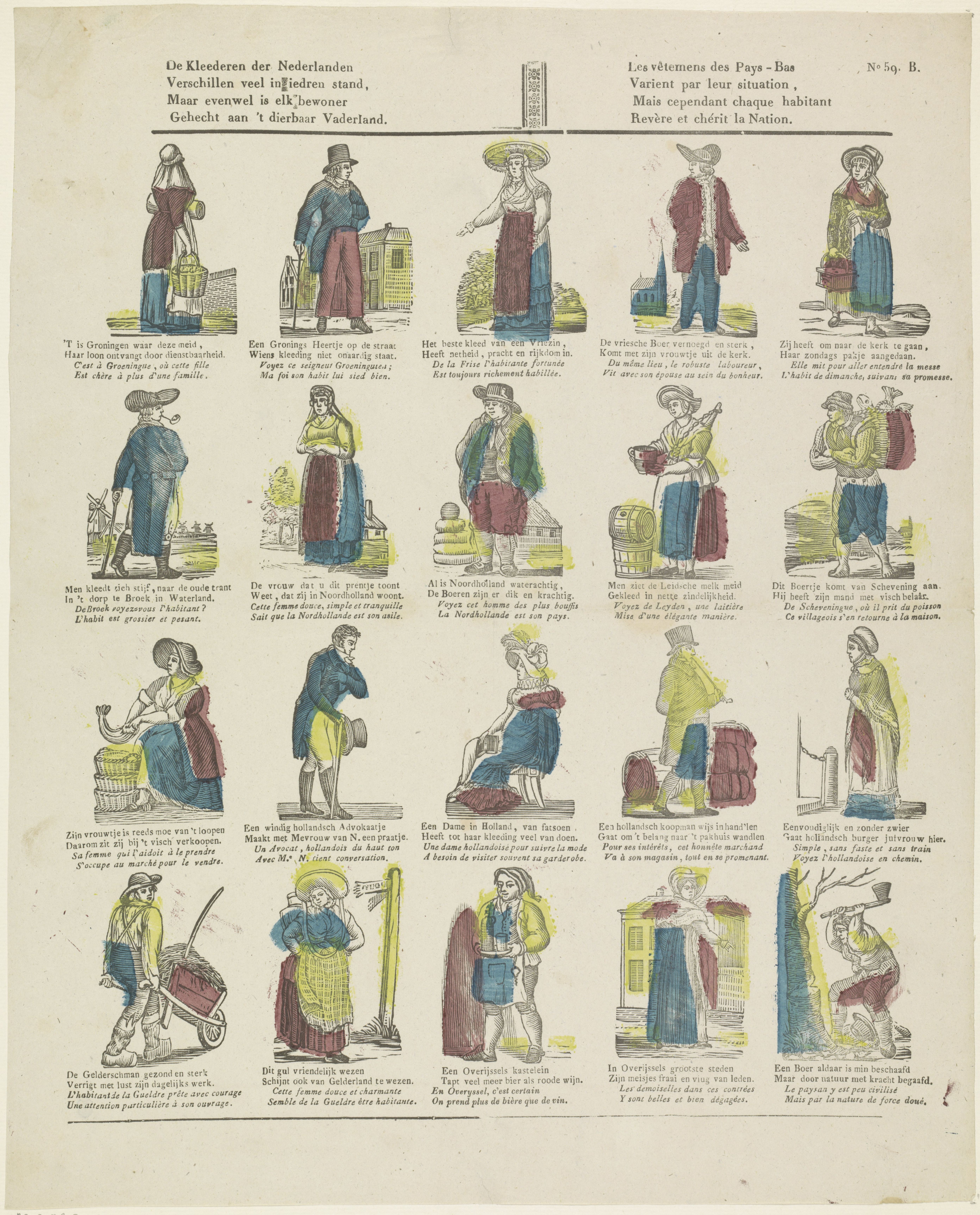
De kleederen der Nederlanden
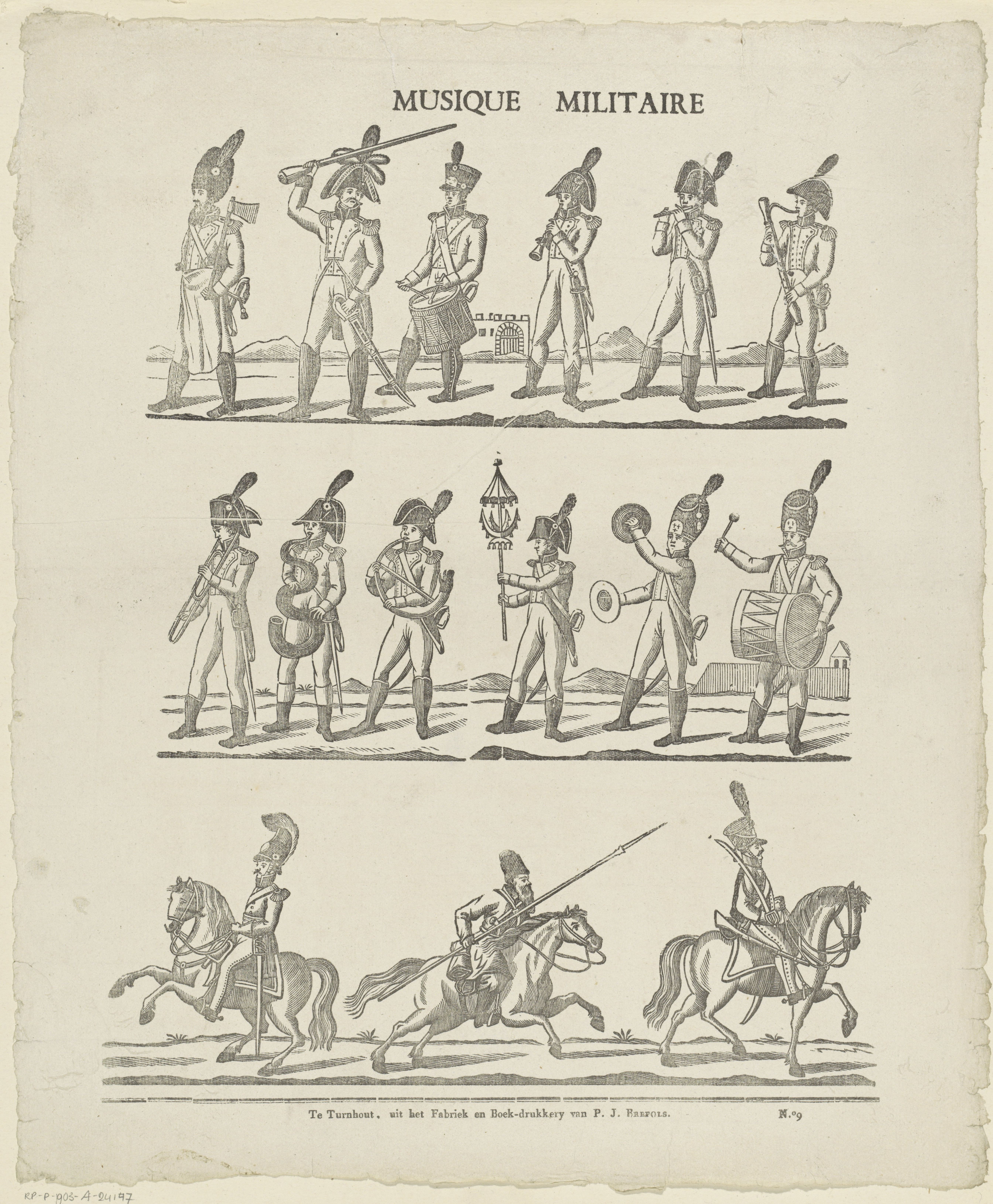
Soldatenmuziek

- Biografisch Portaal: 21985118
- Gemeinsame Normdatei: 123018269
- International Standard Name Identifier: 0000 0000 1593 1554
- Nederlandse Thesaurus van Auteursnamen: 161229964
- Virtual International Authority File: 23038675
- WorldCat: E39PBJpdTTXdrphp67CyYHVjYP